# شکریه پیکان احمدی
شکریه پیکان احمدی (زاده ۱۳۴۸ ولایت قندوز) سیاستمدار افغانستان و نماینده مردم ولایت قندوز در دوره‌های پانزدهم و شانزدهم مجلس نمایندگان است. وی در مجلس شانزدهم نمایندگان افغانستان عضو کمیسیون اقتصاد ملی می‌باشد.

## زندگی‌نامه
شکریه پیکان احمدی زاده ۱۳۴۸ از مرکز ولایت قندوز می‌باشد. ایشان تحصیلات متوسطه خود را در سال ۱۳۶۳ از لیسه مریم در کابل به پایان رسانید و توانست در سال ۱۳۶۸ در رشته برنامه‌ریزی و اقتصاد از دانشکده زراعی کابل سند لیسانس خود را بدست آورد. وی پس از آن در بخش آموزش مشغول به فعالیت شده بود.

## دیگر فعالیت‌ها
دیگر فعالیت‌های ایشان:
- استاد لیسه/دبیرستان زرغونه کابل.
- استاد در تخنیکم نفت و گاز مزار شریف.
- استاد دانشکده زراعت دانشگاه بلخ.
- نماینده مردم قندوز در دوره پانزدهم و شانزدهم مجلس نمایندگان.